# Capilla de Santa María Xoxoteco
La Capilla de Santa María Xoxoteco es una capilla dedicada a la Purísima Concepción, localizada en la localidad de Santa María Xoxoteco perteneciente al municipio de San Agustín Metzquititlán en el estado de Hidalgo, México. La capilla destaca por su programa iconográfico e iconológico, donde están plasmados temas apocalípticos, infernales y costumbristas. Ocupando un sitio importante en las edificaciones religiosas del siglo XVI en México, junto con la capilla abierta del Convento de Actopan, también agustina.

## Historia

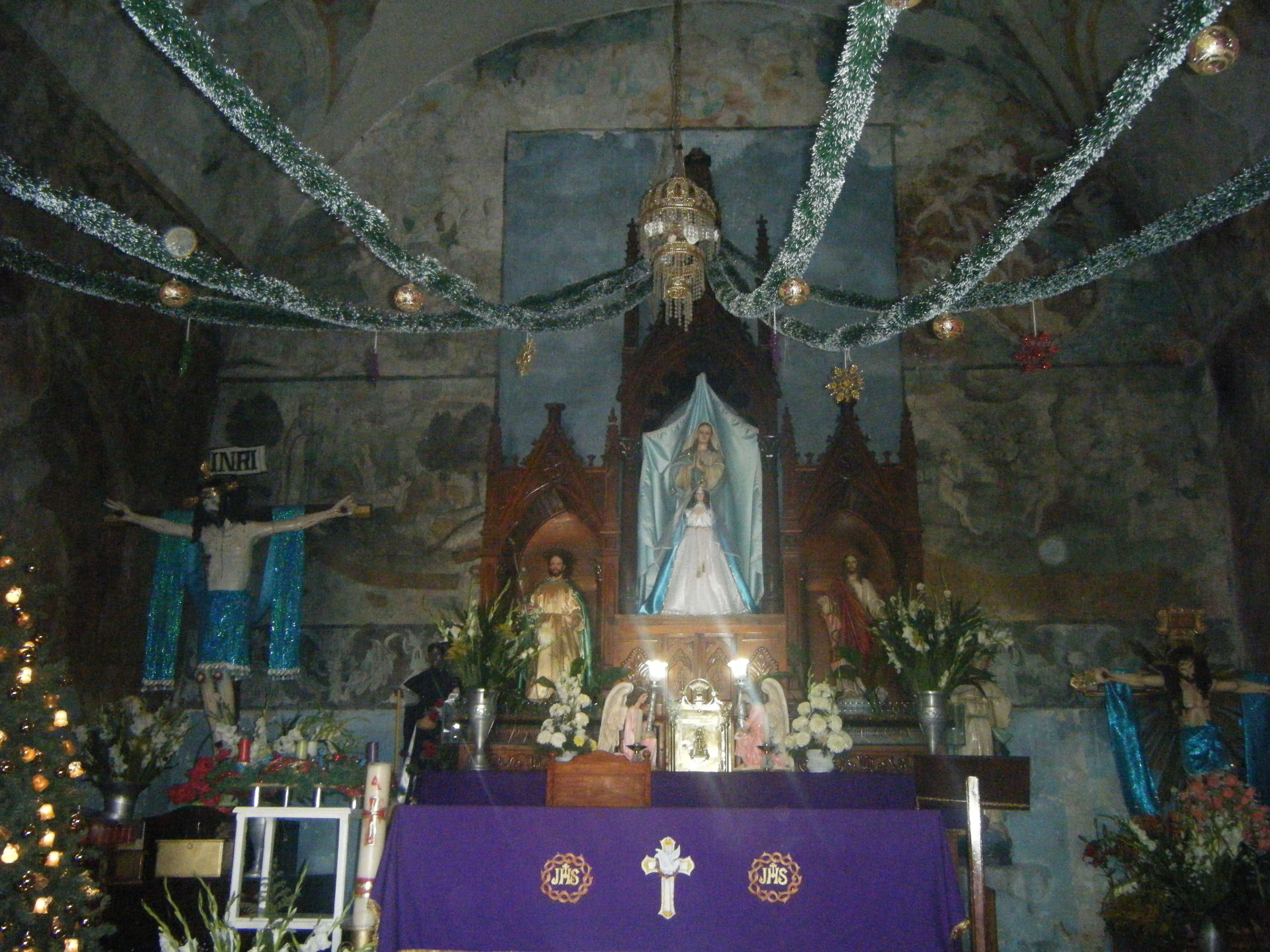
Altar mayor.

La capilla se construyó en el siglo XVI por frailes Agustinos, y sirvió solo de visita de frailes del Convento de los Santos Reyes de Metztitlán. Inicialmente fungió como capilla abierta, como eran comunes las destinadas a los indígenas; pero después se cerró la enorme puerta para darle su actual apariencia. Al parecer las pinturas murales se realizaron en la segunda mitad del siglo XVI, después de 1580.
En los primeros meses de 1975, los habitantes de Xoxoteco acordaron remozar el edificio, y al desprender la cal que cubría muros y bóveda, descubrieron murales con escenas demoníacas. Se cuenta que el impacto de las pinturas fue tan fuerte, que las mujeres, al verlas, huían despavoridas. El descubrimiento fue conocido en 1975 por el arquitecto Juan Benito Artigas Hernández, quien recorría en viaje de investigación edificios religiosos de la región de la vega de Metztitlán. Su trabajo dio como resultado la noticia publicada en un diario de la Ciudad de México y la posterior aparición de su estudio «La piel de la arquitectura. Murales de Santa María Xoxoteco», editado por la Universidad Nacional Autónoma de México en 1979.
Entre 1977 y 1979, en el Convento de San Nicolás de Tolentino en Actopan, fueron descubiertas las pinturas de la capilla abierta. Es de señalar que los programas pictóricos de la capilla abierta de Actopan, y los de la Capilla de Santa María Xoxoteco, comparten una gran similitud. Pudieron ser obra del mismo equipo de pintores o de dos grupos diferentes, que trabajaron en conjunto. Se cree que primero se pintó Xoxoteco y después Actopan, siendo esta última, una versión corregida y aumentada de la primera.
La descripción y la disposición de los muros en ambas capillas, es similar dado que la estructura es casi idéntica, incluso la policromía es parecida. Solo por limitaciones de espacio, en Xoxoteco se eliminaron algunos de los recuadros que aparecen en Actopan.

## Arquitectura

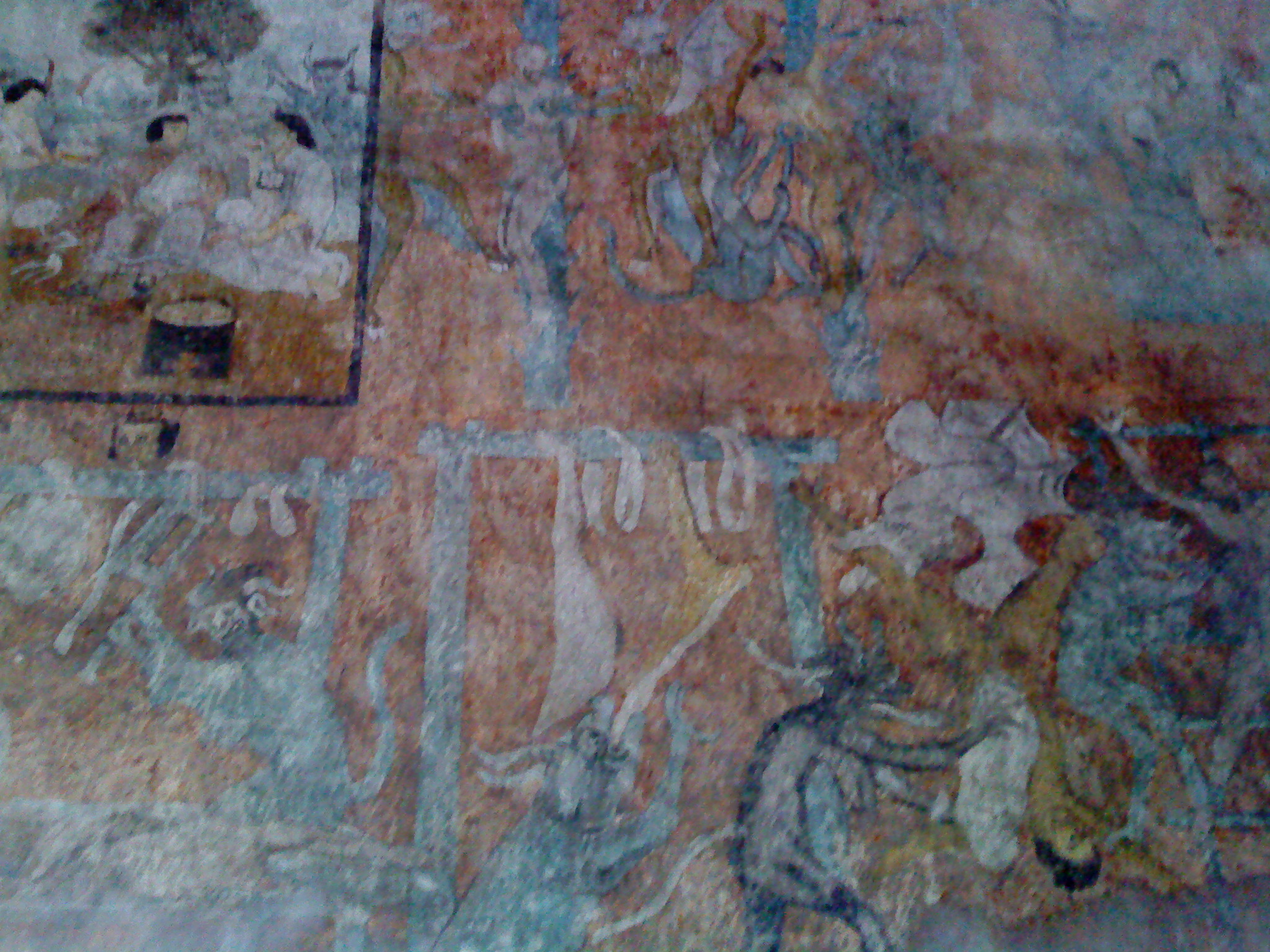
Indígenas en convivio arriba, castigados en el infierno abajo.

La fachada tiene una entrada con arco de medio punto sostenido por jambas que continúan más arriba del arco. Este vano de entrada se encuentra enmarcado por pilastras que sostienen un alfiz limitado por molduras, siendo este de cantera labrada. En el coronamiento de la fachada tiene cuatro pequeños campanarios a manera de espadaña con tres campanas únicamente, fechadas 1891, 1924 y 1926.
Anexa al muro poniente se encuentra la sacristía, que consta de dos cuartos; su construcción es de piedra con techos de bóveda. Al frente tiene anexo el atrio, bardado por un parapeto de mampostería.
Es el templo de una sola nave construido de mampostería, mide 12 m de largo por 7 de ancho. En el interior, el piso es de mosaico, de 25 por 25 cm, colocado en 1960. El coro es sostenido por vigas de madera apoyadas en los muros. Un pequeño desnivel diferencia el presbiterio de la nave. Con, techo de bóveda de cañón corrido. Esta capilla no está orientada al poniente como la mayoría de las construcciones religiosas del xvi, sino al sureste.
Completan el conjunto la sacristía y tres cuartos adyacentes , también cubiertos con bóveda corrida. Un muro transversal que divide el cuarto
contiguo a la sacristía y que delimita un pequeño osario, que ya no existe.

## Pintura

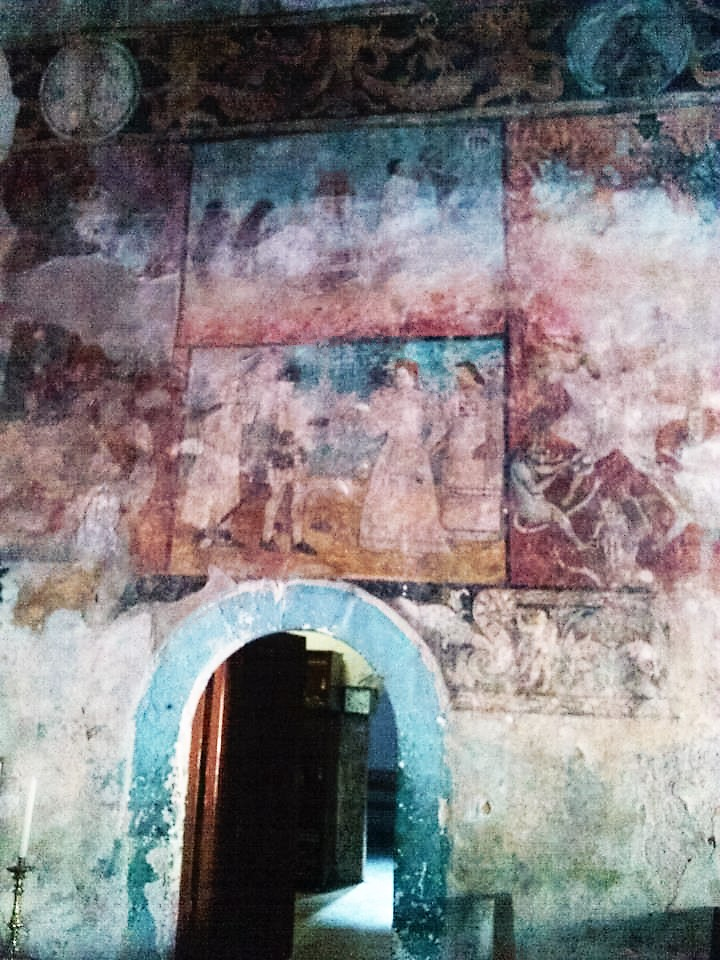
Detalle de los murales.

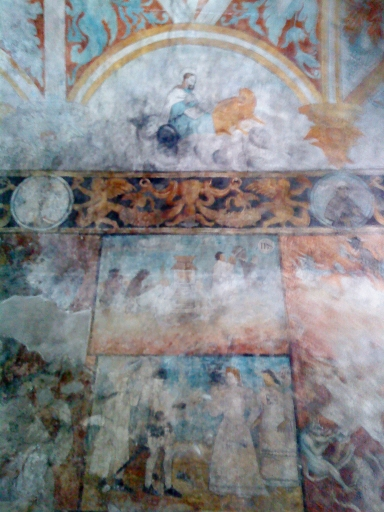
Detalle de los murales.

Las paredes de la capilla lucen pinturas con representaciones de la creación del mundo según el Génesis, el fin del mundo según el Apocalipsis y escenas del infierno. Las pinturas de Santa María Xoxoteco pertenecen a la tradición de diseños renacentistas interpretados y ejecutados por los tlacuilos, y están relacionadas por técnicas y temática con las iglesias de la zona de evangelización de la orden de los agustinos de la zona del Estado de Hidalgo, especialmente Ixmiquilpan, Actopan y Metztitlán.
En el muro que constituye la entrada al recinto, contiene casi completa una pintura que representa El Gólgota o Calvario, y que fue ejecutada en tonalidades grises. En el muro testero se distribuyen cuatro temas de la siguiente manera: un juicio final en la parte superior, distribuido en tres partes alrededor del recuadro central, se representan el “Juicio Final”  con la variante de la inclusión de las fauces de Leviatán, a mano derecha, que devoran las almas de los condenados, mientras, a la izquierda se concentran las de los justos. El registro inferior, tiene un espacio sin decorar en el centro, y sus dos recuadros representan “Creación de Eva”, “Tentación” y la “Expulsión del Paraíso”, así como dos franjas inferiores con friso ornamental.
En los muros en las secciones próximas, se representan las fauces de Leviatán; con una figura masculina, de proporciones heroicas, con un tocado renacentista adornado con serpientes emplumadas de diferentes colores. También se representa corresponde al ciclo de las “Tentaciones demoníacas al indígena”, e la que se pueden observar los pecados de “La idolatría”, “El adulterio” y “La embriaguez”, así como el “Triunfo demoníaco.